# Johann Adolf (Bentheim-Tecklenburg)
Johann Adolf von Bentheim-Tecklenburg (* 22. September 1637 auf Schloss Tecklenburg; † 29. August 1704) war seit 1674 Graf von Tecklenburg und Herr weiterer Besitzungen. In seine Zeit fällt der faktische Verlust der Grafschaft Tecklenburg.

## Familie
Er war der älteste Sohn des regierenden Grafen Moritz von Bentheim-Tecklenburg (1615–1674) und dessen Ehefrau Johanna Dorothea von Anhalt-Dessau (1612–1695). 
Er selbst heiratete 1664 Johanna Dorothea Gräfin zur Lippe-Alverdissen (1649–1695). Mit dieser hatte er zwei Töchter:
- Sophie Juliane
- Sophie Charlotte Juliane Mauritiana († nach 1709)

Bald kam es zu einem schweren Ehekonflikt. Der Graf warf seiner Frau einen unzüchtigen Lebenswandel und Ehebruch vor. Graf Moritz ließ seine Schwiegertochter auf Schloss Hohenlimburg festsetzen. Der Scheidungsprozess vor dem Konsistorium in Rheda zog sich über Jahre bis 1676 hin. 
Er heiratete danach 1679 in zweiter Ehe Charlotte Landgräfin von Hessen-Eschwege, verwitwete Herzogin von Sachsen-Weißenfels (1653–1708). Aus dieser Ehe stammten zwei Söhne, von denen einer kurz nach der Geburt starb und vier Töchter:
- Johann August (1680–1701)
- Sophie Johanna, Äbtissin zu Elsey 1704–1716
- Charlotte
- Friederike Sophie († 1706)
- Karl Moritz (*/† 1689)
- Eleonore Julie Friederike († 1708)

1693 folgte die Scheidung von seiner zweiten Ehefrau Charlotte.

## Leben
In seiner Kindheit von schwacher Gesundheit wurde er von einem Hauslehrer erzogen. Im Jahr 1655 ging er auf seine Grand Tour nach den Niederlanden, Frankreich und Italien. Nach einer kurzen Heimkehr reiste er erneut nach Frankreich. Er war dabei, als Ludwig XIV. die Infantin Maria Teresa von Spanien heiratete.
Schon bald nach der Übernahme der Herrschaft beteiligte er seinen Bruder Friedrich Moritz an der Regierung. Diesem übertrug er 1680 die Verwaltung der Grafschaft Limburg und der Herrschaften Wevelinghoven und Gronau. Ein Jahr später kam es zu einer Teilung des Besitzes. Johannes Adolf behielt die Grafschaft Tecklenburg und die Herrschaft Rheda. Friedrich Moritz bekam Limburg, Wevelinghoven und Gronau.
Im Jahr 1688 hat der Graf die von den Bürgern verlangte Vertreibung der Juden aus Rheda nicht verhindert. Er war religiös intolerant sowohl gegenüber Katholiken wie auch Lutheranern. Seiner eigenen Frau verbot er lutherische Gottesdienste.
Ein seit Generationen schwelender Erbschaftsstreit mit dem Haus Solms-Braunfels wurde 1686 durch das Reichskammergericht zu Ungunsten des Hauses Bentheim-Tecklenburg entschieden. Drei Achtel der Grafschaft Tecklenburg und der Herrschaft Rheda sollten an Solms-Braunfels fallen. Hinzu kam die Zahlung der entgangenen Einkünfte. Der Versuch dagegen mit einem Berufungsverfahren vorzugehen, blieb erfolglos. Nach etwa zehn Jahren wurde das Urteil bestätigt und der Westfälische Reichskreis wurde ermächtigt die Umsetzung notfalls mit Gewalt durchzusetzen. Schließlich verzichtete Johann Adolf auf das Schloss Tecklenburg und drei Viertel der Grafschaft Tecklenburg sowie auf ein Viertel der Herrschaft Rheda. Die Regierung sollte durch beide Adelshäuser gemeinsam erfolgen. Der Vergleich wurde 1699 vom Reichskammergericht bestätigt. Im Jahr 1700 wurden zudem noch die zwei Lehen vom Landgrafen von Hessen eingezogen.
Johann Adolf übergab seine Besitzungen und die Regierung seinem Sohn Johann August (1680–1701) und vereinbarte mit dem die Heirat zwischen seinem Sohn und einer Tochter aus dem Haus Solms-Braunfels. Gegen den Vergleich mit Solms-Braunfels legte Friedrich Moritz Klage vor dem Reichshofrat ein. Dies widersprach dem Urteil des Reichskammergerichts, das die Anrufung weiterer Gerichte ausschloss. Im Jahr 1701 besetzten brandenburgische Truppen zur Durchsetzung des Reichskammergerichtsurteils die Grafschaft Tecklenburg. Kurze Zeit später starb am 15. April 1701 der Sohn Johann August.
Johann Adolf gab seine Sache auf und übertrug seinem Bruder Friedrich Moritz auch die Herrschaft Rheda. In der Folge trat er kaum noch in Erscheinung.